# Supreme Soviets
Supreme Soviets je fiktivní tým ruských komiksových superhrdinů vytvořený firmou Marvel Comics. Je řízen vládou Sovětského svazu a jeho členy jsou Fantasia, Perun, Sputnik, Crimson Dynamo V (Dmitri Bukharin) a Red Guardian (Josef Petkus).

## Fiktivní biografie
Supreme Soviets vznikli poté, co předchozí tým superhrdinů Soviet Super-Soldiers odmítl dále přijímat rozkazy od sovětské vlády. Jeho členem se stal i Crimson Dynamo, který byl vypovězen od Soviet Super-Soldiers, když vyšlo najevo, že je stále věrný sovětské vládě. I ostatní členové Soviet Super-Soldiers (Vanguard, Ursa Major a Darkstar) měli být přinuceni připojit se k Supreme Soviets, avšak raději zběhli do Spojených států. Zde zůstali na základně Avengerů, kde jim dovolil pobývat Kapitán Amerika, a požádali o politický azyl.
Supreme Soviets dostali rozkaz potrestat tyto přeběhlíky. Fantasia použila svou schopnost iluzí na zamaskování členů svého týmu jako Avengerů: Red Guardiana jako Kapitána Ameriku, Peruna jako Thora, Crimson Dynamo jako Iron Mana a Sputnika jako Visiona, a sama sebe zneviditelnila. Takto zamaskovaný tým porazil tři přeběhlé členy Soviet Super-Soldiers a těžce je poranil.
Kapitán Amerika poté cestoval do Sovětského svazu, aby zjistil, kdo stojí za tímto útokem. Tři umírající Soviet Super-Soldiers pomocí Darkstařiných schopností promítli své mysli do stvoření z oživené darkforce ve tvaru medvěda a zaútočili jak na Kapitána Ameriku, tak i na Supreme Soviets. Supreme Soviets byli stvořením absorbováni a jejich životní síla měla posloužit k vyléčení Soviet Super-Soldiers. Kapitán Amerika však Soviet Super-Soldiers přesvědčil, aby je nechali naživu a stvoření následně zmizelo. Kapitán Amerika se pak vrátil domů, kde se již Soviet Super-Soldiers rapidně rychle uzdravovali.
Tým později čelil Hulkovi a Pantheonu s cílem unést sovětského občana Igora Drenkova. Drenkov byl asistent Bruce Bannera (alias Hulka) během původních testů gamma bomby, přičemž prosadil test výbuchu i přes Bannerovy zamítavé příkazy. Supreme Soviets bojovali s Hulkem a jeho spojenci na základně, kde tato původní exploze proběhla. Boj skončil remízou.

### The People's Protectorate
Po rozpadu Sovětského svazu přešli Supreme Soviets ve známost jako The People's Protectorate. Nakonec se tým sloučil s bývalými Soviet Super-Soldiers a vytvořil tak nový ruský supertým Winter Guard. Po pokusech Winter Guard implementovat DNA zesnulé Darkstar do jiné ženy a tím ji obdařit schopnostmi původní Darkstar, rezignovalo několik členů a znovu vytvořilo The People's Protectorate. Aby přivedli originální Darkstar zpět k životu, rozhodli se pracovat pro Immortuse. Chránili jeho hrad před Dire Wraithy. Steel Guardian (postkomunistický Red Guardian) je v průběhu boje zabit a Fantasma je odhalena jako jeden z Dire Wraithů. po jejím úniku zpět na Zemi je Protektorátem pronásledována. Novým Red Guardianem se následně stal Vanguard.

### Noví Supreme Soviets
Nový tým se jménem Supreme Soviets se objevil v limitované sérii Widowmaker, kde je na stopě Black Widow  a Hawkeyovi. Tým sestává z původního člena Peruna a nových verzí Dynama, Fantasmy a Stupniku.